# 阔什比克良种场
阔什比克良种场，是中华人民共和国新疆维吾尔自治区塔城地区额敏县下辖的一个乡镇级行政单位。

## 行政区划
阔什比克良种场下辖以下地区：
阔什比克村、哈萨克拜村、别斯塔勒村、江格孜塔勒村、吾尔塔上户村和百户村。